# فرنسيس إليس
فرنسيس إليس (20 سبتمبر 1889 في المملكة المتحدة - ) (بالإنجليزية: Francis Ellis)‏ هو لاعب كريكت بريطاني. لعب مع نادي مقاطعة غلوستر للكريكت ‏.

## وصلات خارجية
- فرنسيس إليس على موقع إي آس بي آن كريك إنفو (الإنجليزية)